# Graphis blanda
Graphis blanda is een slakkensoort uit de familie van de Tofanellidae. De wetenschappelijke naam van de soort is voor het eerst geldig gepubliceerd in 1924 door Finlay.